# Eisenborn
Eisenborn (luxembourgeois : Eesebur) est une section de la commune luxembourgeoise de Junglinster située dans le canton de Grevenmacher.